# أبيان
كان أبيان من الإسكندرية مؤرخ روماني من أصل إغريقي، وقد سطع نجمه في عهد الأباطرة تراجان، هادريان وأنطونيوس بيوس.

## روابط خارجية
- أبيان على موقع الموسوعة البريطانية (الإنجليزية)